# Nubiolestes diotima
Nubiolestes diotima är en trollsländeart som först beskrevs av Fraser 1944.  Nubiolestes diotima ingår i släktet Nubiolestes och familjen Perilestidae. IUCN kategoriserar arten globalt som sårbar. Inga underarter finns listade i Catalogue of Life.